# Руа, Клод
Клод Руа (фр. Claude Roy), настоящее имя Клод Орлан (Claude Orland; 28 августа 1915, Париж — 13 декабря 1997, там же) — французский писатель, поэт, публицист. Автор романов, поэтических сборников, автобиографической прозы, многочисленных произведений для детей. Лауреат Гонкуровской премии.

## Биография и творчество
Клод Руа родился в 1915 году в Париже. Учился в парижском лицее Монтеня и в лицее Ангулема. Изучал право в университетах Парижа и Бордо. В молодости придерживался правых взглядов, был близок к кругам «Аксьон франсез», с 1935 года печатался в журналах соответствующего направления, в том числе Je suis partout.
В годы Второй мировой войны был мобилизован, попал в плен под Верденом, однако сумел бежать. Военное время стало переломным в его мировоззрении; Руа порвал с правыми кругами, а в 1943 году, под влиянием Арагона, стал членом Французской коммунистической партии. Он участвовал в движении Сопротивления, служил военным корреспондентом и был награждён Военным крестом.
В 1956 году, вместе с Сартром и Вайяном, выразил протест против ввода советских войск в Будапешт. Порвав, таким образом, с линией партии, в 1958 году Руа был официально исключён из ФКП. Тем не менее, он продолжал придерживаться левых взглядов и долгое время сотрудничал с журналом Nouvel Observateur.
В послевоенные годы Руа посвятил себя литературной деятельности. Его творчество отличается разнообразием форм и жанров: поэзия, проза (романы, книги путешествий, биографии, автобиографии), поэзия, драматургия, эссеистика, художественная критика и т. п. Уже при жизни Руа считался классиком французской литературы; о нём, как об одном из тридцати основных своих современников, упоминает Жак Шарпантро в своих программных стихотворениях «Весна» и «Ковчег». Входя в «читательский комитет» престижного издательства Галлимар, Руа играл значительную роль в определении круга публикуемой во Франции литературы.
Особое место в творчестве Клода Руа занимают книги для детей, часто выходившие с иллюстрациями знаменитых художников, с которыми был дружен поэт. Его наиболее известный поэтический сборник в двух частях «Enfantasques» (1974, 1978) иллюстрирован коллажами самого автора. Детской поэзии Руа присущи игровой характер и словотворчество; её отличает любовь к языку и языковой игре. Руа также писал детские сказки, персонажи которых, как правило, — животные, отличающиеся умом и находчивостью и готовые прийти на помощь людям в трудных ситуациях. Сам Руа утверждал, что истинно художественный текст «поливалентен», то есть близок любому читателю от шести до ста шести лет, и неоднократно подчёркивал, что пишет не для детей, а с детьми: создание детских книг помогает ему вновь обрести в себе того ребёнка, который скрыт в каждом взрослом. Играя словами, он говорил, что нужно не писать «книги для детей» (des livres d’enfants), а быть «освободителем детей» (délivre-enfants). На русском языке произведения Клода Руа издавались в переводах Михаила Яснова.
В числе прочего Клод Руа — автор автобиографической трилогии: «Я» (1969), «Мы» (1972), «В целом» (1976). Первая и третья части — своего рода «анатомия эпохи» в разных её аспектах: моральном, литературном, историческом; вторая повествует о наиболее тёмных годах сталинизма и представляет яркую портретную галерею: Элюар, Витторини, Вайян, Пикассо, Арагон, Эренбург… Каждую из частей отличает свой особый стиль; третья задействует всю совокупность жанров, с помощью которых Руа повествует о своей жизни: свидетельства, дневники, документы, портреты, стихотворения, размышления и пр.
Клод Руа — лауреат ряда литературных премий, включая Гонкуровскую премию за поэзию (1985), Большую премию Дома поэзии (1988), премию France Culture за совокупность творчества (1990), премию Гийома Аполлинера (1995) и пр.
Руа был дважды женат; его второй женой стала актриса и драматург Лоле Беллон. В конце 1980-х годов тяжёлая болезнь (рак лёгких) заставила его отойти от общественной деятельности и заниматься исключительно литературой. Клод Руа умер 13 декабря 1997 года в Париже.

## Комментарии
1. ↑  По другим источникам, Клод Орлан — псевдоним Клода Руа[4].